# Schmalblättriger Arznei-Baldrian
Der Schmalblättrige Arznei-Baldrian (Valeriana wallrothii), auch als Hügel-Baldrian bezeichnet, ist eine Pflanzenart aus der Gattung der Baldriane (Valeriana).

## Beschreibung
Beim Schmalblättrigen Arznei-Baldrian handelt es sich um eine ausdauernde, krautige Pflanze, die meist Wuchshöhen zwischen 40 und 100 cm erreicht. Sie besitzt unterirdische Ausläufer und ist einstängelig. Der meist behaarte Stängel besitzt drei bis sieben Knoten. Die mittleren Stängelblätter haben in der Regel acht bis 12 ganzrandige oder wenig gezähnte Fiedern. Das Endblättchen ist höchstens so breit wie die Seitenfiedern. Meist sind die Laubblätter unterseits mehr oder weniger dicht abstehend behaart. Der längste Blattstiel besitzt eine Länge im Bereich von 0,5 bis 7 cm. Die rosafarbenen Blüten sind zwei bis fünf mm lang. Die Frucht besitzt eine Länge von zwei bis 3,6 mm.
Die Art blüht vorwiegend in den Monaten Mai und Juni.
Die Chromosomenzahl beträgt 2n = 28.

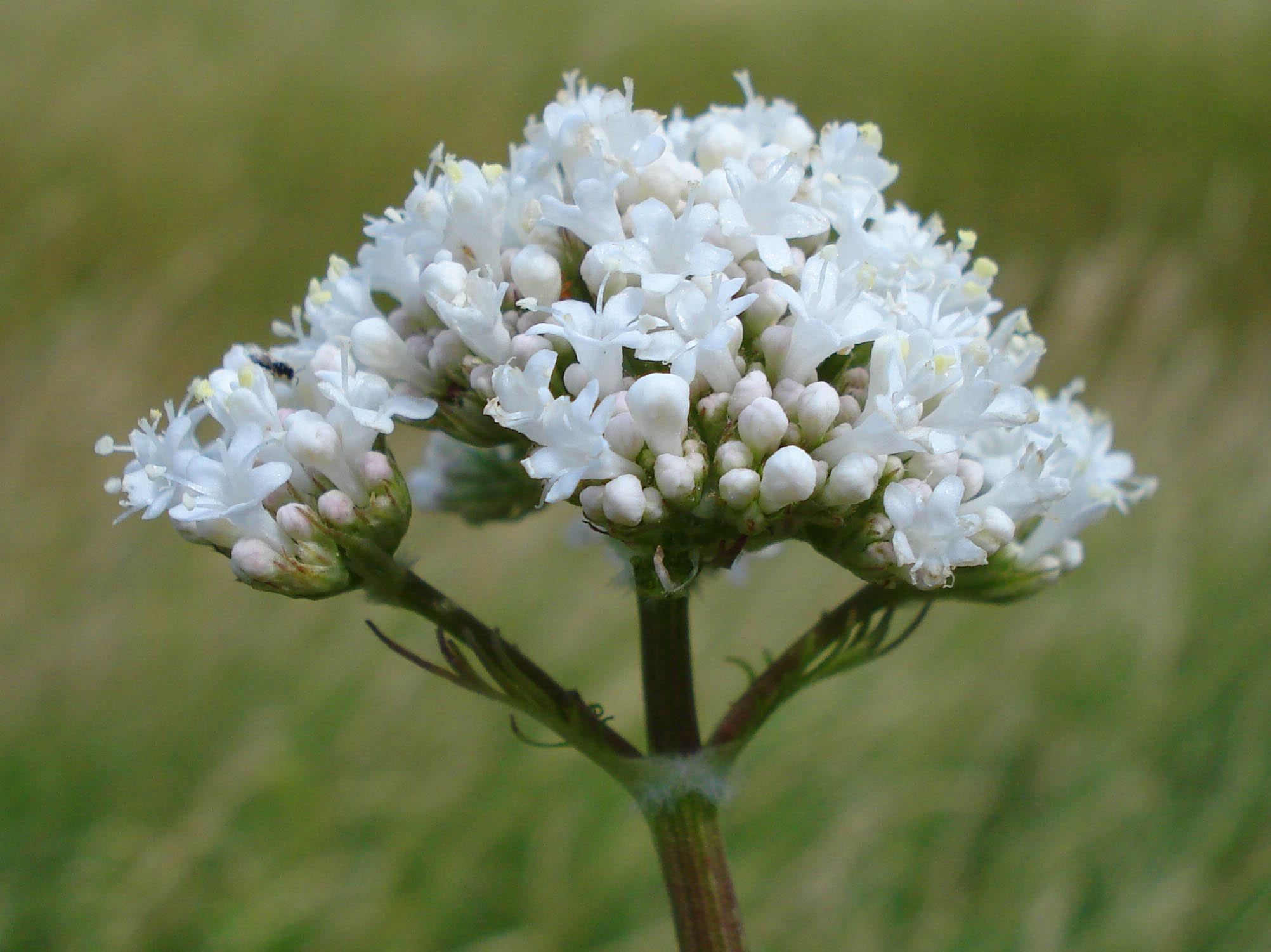
Blütenstand
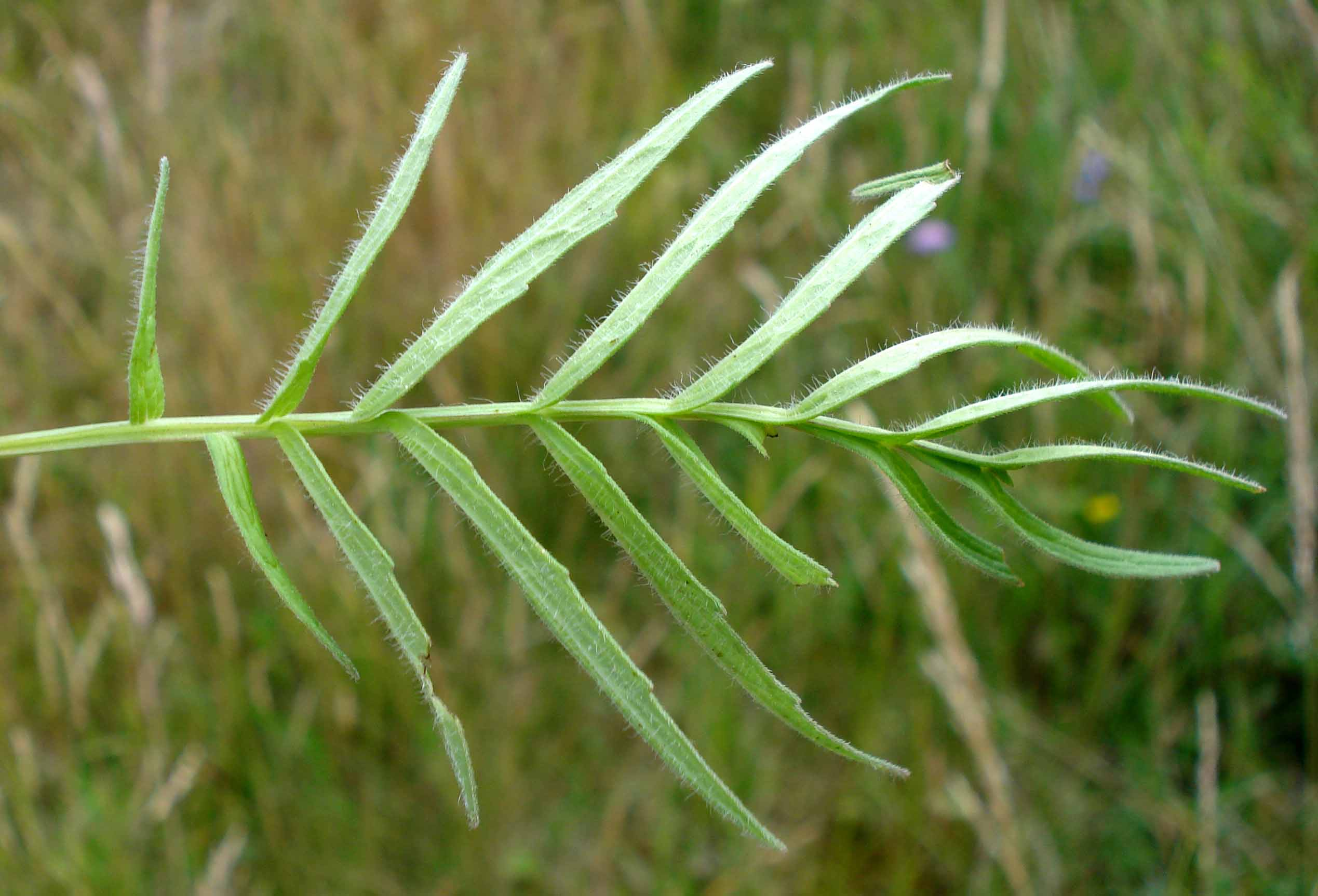
Laubblatt (Unterseite)
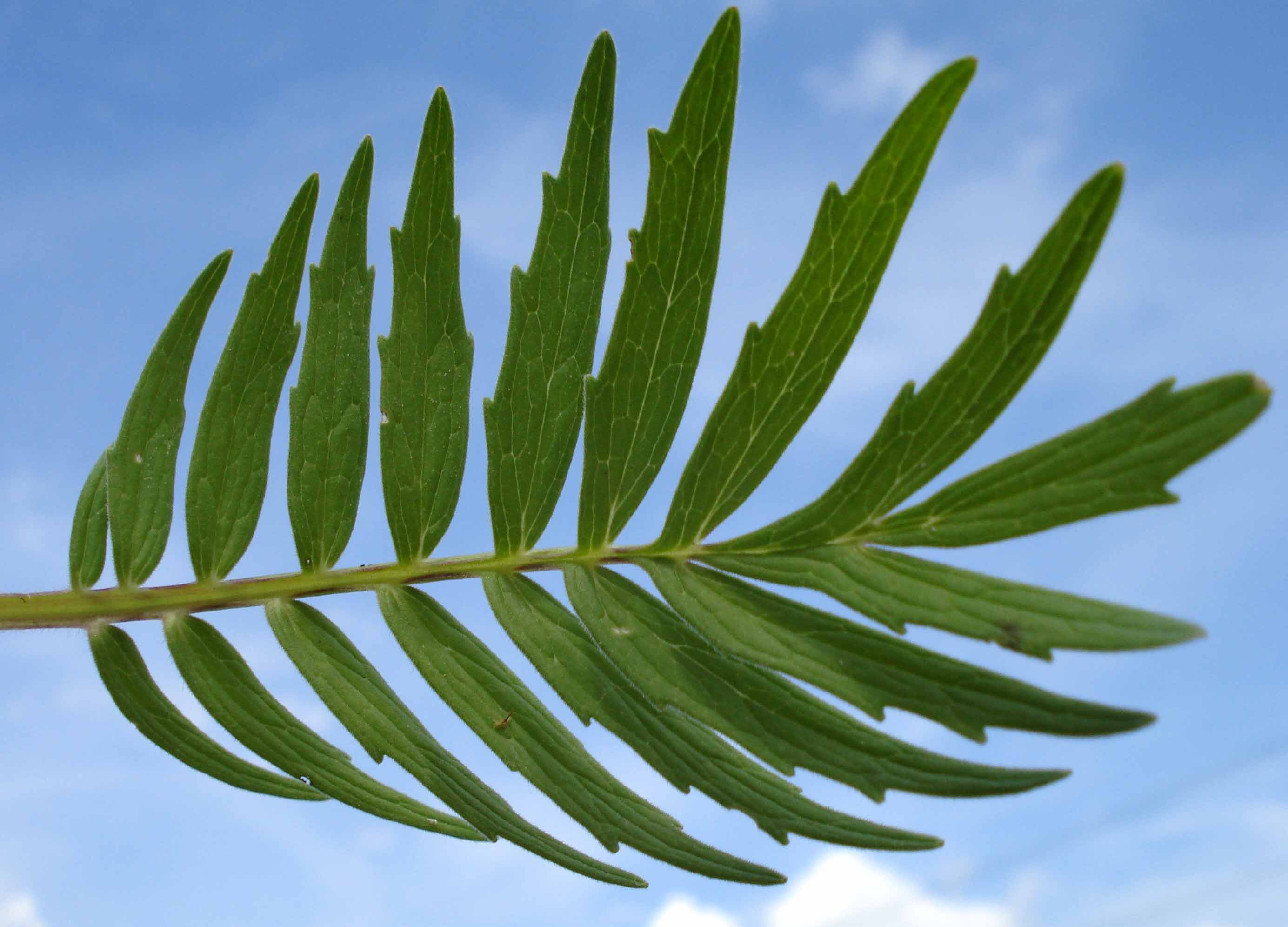
Laubblatt

## Standort und Verbreitung
Die basenholde Art wächst auf Halbtrockenrasen, an Ruderalstellen, in lichten Laubmischwäldern und insbesondere deren Säumen. Sie kommt vor in Gesellschaften der Ordnungen Origanetalia und Quercetalia pubescentis.
In Deutschland kommt der Schmalblättrige Arznei-Baldrian vorwiegend im mittleren und südwestlichen Teil vor. In Österreich findet man ihn im collinen bis montanen Bereich häufig bis zerstreut.

## Taxonomie
Die Sippen des Arznei-Baldrians sind noch ungenügend erforscht. Teilweise werden diese lediglich als Unterarten aufgefasst. Eine umfassende taxonomische Bearbeitung des gesamten Verwandtschaftskreises und eine nomenklatorische Abklärung steht noch aus.
Ein Synonym ist Valeriana officinalis ssp. tenuifolia (Vahl) Schübl. et Martens.